# Dudley Dorival
Dudley Dorival (Elizabeth, New Jersey, 1 september 1975) is een Haïtiaans atleet, die vooral succesvol is bij het hordelopen. Hij is met name bekend vanwege zijn bronzen medaille op de 110 m horden op de wereldkampioenschappen atletiek 2001. Hij vertegenwoordigde zijn land driemaal op de Olympische Spelen.

## Biografie
Dudley Dorival heeft Haïtiaanse ouders, maar is geboren in de Verenigde Staten. Hij studeerde aan de University of Connecticut, waarvoor hij als atleet uitkwam.
In 1999 werd hij samen met Nadine Faustin benaderd door de Haïtiaanse sportbond om voor dit land uit te komen. Hierop nam hij in juli van dat jaar de Haïtiaanse nationaliteit aan.

## Persoonlijke records
Outdoor
| Onderdeel    | Prestatie | Datum           | Plaats   |
| ------------ | --------- | --------------- | -------- |
| 110 m horden | 13,25 s   | 9 augustus 2001 | Edmonton |

Indoor
| Onderdeel    | Prestatie | Datum            | Plaats    |
| ------------ | --------- | ---------------- | --------- |
| 200 m        | 22,82 s   | 10 januari 2004  | Princeton |
| 50 m horden  | 6,50 s    | 25 februari 2001 | Liévin    |
| 60 m horden  | 7,55 s    | 15 februari 2001 | Stockholm |
| 110 m horden | 13,74 s   | 7 februari 2000  | Tampere   |

## Prestaties

### 60 m horden
- 2001: 7e WK Indoor (Lissabon) - 7.73 s

### 110 m horden
Kampioenschappen
- 1994:  WK junioren (Lissabon) - 13,63 s
- 1997:  Wereldspelen voor studenten (Catania)
- 1999: 8e Grand Prix Finale - 13,57 s
- 2000: 7e Olympische Spelen (Sydney) - 13,49 s
- 2001:  WK (Edmonton) - 13,25 s
- 2002:  Centraal-Amerikaanse en Caraïbische Spelen (San Salvador)
- 2003: 5e Pan-Amerikaanse Spelen (Santo Domingo)

Golden League-podiumplekken
- 2001:  Golden Gala (Rome) – 13,38 s